# Rheinstadion
Rheinstadion stadion położony w niemieckim mieście Düsseldorf. 
Został zbudowany w 1926 roku, a pojemność wynosiła 55,900 widzów. Na tym obiekcie rozgrywała swoje mecze drużyna piłkarska - Fortuna Düsseldorf oraz drużyna futbolu amerykańskiego - Rhein Fire. 12 września 2002 roku stadion został zburzony, a 3 lata później w jego miejsce powstał nowy obiekt - Merkur Spiel-Arena.
Rozegrano tu także 5 meczów Mistrzostw Świata w 1974 roku oraz 2 spotkania Euro 88.